# 1955 في النرويج
فيما يلي قوائم الأحداث التي وقعت خلال عام 1955 في النرويج.

## سياسة

### تعيين في المنصب
- 22 يناير – أينار غارهاردسن رئيس وزراء النرويج.

## مواليد

### أكتوبر
- 17 أكتوبر – هانز بيتر مولاند

## وفيات

### سبتمبر
- 11 سبتمبر – إينار ليبرغ (مواليد 1873) لاعب رماية نرويجي.